# Limacina helicoides
Limacina helicoides är en snäckart som beskrevs av John Gwyn Jeffreys 1877. Limacina helicoides ingår i släktet Limacina och familjen Limacinidae. Inga underarter finns listade i Catalogue of Life.